# Inversion de contrôle
Pour les articles homonymes, voir IOC.
L’inversion de contrôle (inversion of control, IoC) est un patron d'architecture commun à tous les frameworks (ou cadre de développement et d'exécution). Il fonctionne selon le principe que le flot d'exécution d'un logiciel n'est plus sous le contrôle direct de l'application elle-même mais du framework ou de la couche logicielle sous-jacente.
L’inversion de contrôle est un terme générique. Selon le problème, il existe différentes formes, ou représentation d'IoC, le plus connu étant l'injection de dépendances (dependency injection) qui est un patron de conception permettant, en programmation orientée objet, de découpler les dépendances entre objets.

## Principe de l'inversion de contrôle
Avec l'IoC, le framework (cadriciel) prend en charge l'exécution principale du programme ; il coordonne et contrôle l'activité de l'application. Le programme utilisateur définit alors les blocs de codes en utilisant l'API fournie à cet effet par le framework, sans relation dure entre eux. Ces blocs de codes sont laissés à la discrétion du framework qui se chargera de les appeler.
L'IoC est illustré par le principe de Hollywood : « Ne nous appelez pas, c'est nous qui vous appellerons ». Selon ce principe, l'inversion de contrôle a lieu entre le framework (ou la couche logicielle sous-jacente) et l'application. Ce n'est plus l'application qui gère les appels au framework, mais ce dernier à l'application.

### Exemple
Soit une application qui demande des informations sur l'utilisateur. Selon l'approche classique, le corps du programme pose non seulement les briques d'interaction Homme-Machine (IHM) mais contrôle aussi la séquence d'exécution de celles-ci.
Exemple en pseudo-langage :
```
print  'Votre Nom :'
read   Nom
traite Nom
print  'Votre âge :'
read   age
traite age
…
```

Avec l'IoC, le framework s'assure du contrôle du flot d'exécution souvent sous la forme d'une fonction principale. Le corps principal du programme prend alors en charge seulement le traitement et, dans une moindre mesure, les briques IHM.
Exemple en pseudo-langage :
```
framework          ← init
q1                 ← question 'Votre nom :'
attache_traitement q1, mon_code
q2                 ← question 'Votre âge :'
attache_traitement q2, mon_autre_code
boucle_principale  framework
```

Ici le framework est d'abord initialisé. Ensuite les composants qui font l'IHM du programme sont créés. À ces composants est attaché un traitement à exécuter par le framework lorsque ceux-ci sont devenus actifs par action de l'utilisateur (appelé fonction "callback" en anglais). Puis, pour finir, le contrôle de l'application est passé au framework.

## Principe de l'injection de dépendance
Le principe est de découpler les liens de dépendances entre objets. Ainsi les dépendances entre composants logiciels ne sont plus exprimées dans le code de manière statique mais déterminées dynamiquement à l'exécution.

## Utilisation
Ces techniques sont très utilisées pour les applications bâties sur des serveurs d'applications, car ceux-ci s'architecturent souvent à partir de frameworks.